# Latrice Royale
Timothy Wilcots (Torrance, Califòrnia, 12 de febrer de 1972), més conegut pel seu nom artístic Latrice Royale, és un artista i drag queen dels Estats Units. Va assolir la fama per les seves aparicions a la quarta temporada de RuPaul s Drag Race el 2012, i en les temporades 1 i 4 de RuPaul's Drag Race: All Stars. Va acabar en quart lloc a la quarta temporada de RuPaul's Drag Race i en l'episodi final de la temporada va ser coronada Miss Simpatia.

## Biografia
Timothy Wilcots va néixer a Torrance, Califòrnia i es va criar a Compton, al Comtat de Los Angeles.

### Carrera artística
La primera incursió de Latrice Royale en l'art drag va ser com a imitadora de Wanda, un personatge de la comèdia americana In Living Color, per tal de divertir als seus amics. Als vint anys, a la dècada de 1990, va actuar en el seu primer show de drag a la Copa Night Club de Fort Lauderdale, Florida. La seva mare drag és Tiffany Arieagus.

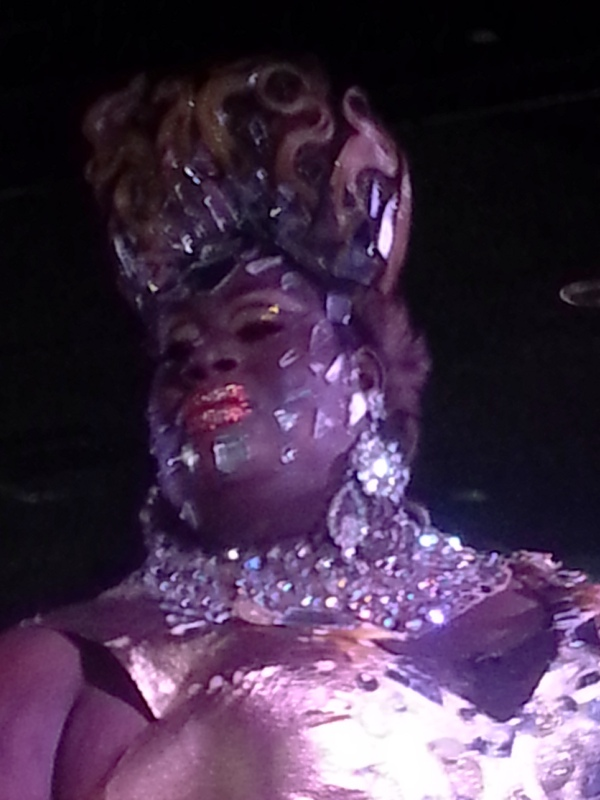
Latrice Royale al juny de 2013.

#### RuPaul 's Drag Race(temporada 4)
Al maig de 2011 va ser acceptada en la quarta temporada de RuPaul 's Drag Race, una competició de drag queens produïda com a talent show. La quarta temporada es va estrenar el 30 de gener del 2012. Royale va ser eliminada de la competició a l'episodi 11, que es va emetre el 9 d'abril del 2012. Els espectadors la van votar Miss Simpatia i va ser coronada al final de temporada.

#### RuPaul's Drag U
El 2012, Royale es va unir al ventall de RuPaul's Drag U per la seva tercera i última temporada.

#### RuPaul's Drag Race: All Stars(temporada 1)
A l'All Stars, Royale va competir contra Chad Michaels, Raven, Jujubee, Shannel, Alexis Mateo, Yara Sofia, Manila Luzon, Nina Flowers, Tammie Brown, Pandora Boxx i Mimi Imfurst. Per a la competició, les drag-queens es van aparellar, a diferència de la resta de les competicions de RuPaul on totes competien soles. Royale i Manila Luzon van triar estar juntes i, com a equip, van guanyar el primer repte de la temporada. En el tercer episodi del programa, Royale i Luzón van ser expulsades.

#### Altres actuacions
El gener de 2014, Royale va llançar el seu senzill debut "Weight", que va ser recolzat per Logo TV. El seu remix EP va ser publicat el 20 de març d'aquell mateix any.
Al setembre de 2014, Royale va presentar i després va actuar amb Jennifer Hudson a l'esdeveniment benèfic de recaptació de fons CBS Fashion Rocks. Royale també va treballar al Palace Bar a South Beach, Florida.
El març de 2016, Royale va llançar el seu EP, Here to Life: Latrice Royale Live in the Studio, produït per Electropoint.
Va competir en l'especial de televisió de drag quees, RuPaul's Drag Race Holi-Slay Spectacular.

#### RuPaul's Drag Race: All Stars(temporada 4)
Al novembre de 2018, es va anunciar l'elenc d'All Stars 4 i Latrice Royale hi era, unint-se així a Manila Luzon, la seva parella de la primera temporada d'All Stars. Royale quedar originalment en quart lloc, expulsada davant Monique Heart, però va ser repescada a la competició durant l'episodi de LalapaRuza. Va ser eliminada definitivament en l'episodi nou per Trinity The Tuck, col·locant-se en el cinquè lloc de la temporada.

## Vida personal
Wilcots li va proposar matrimoni a Christopher Hamblin al juny de 2016. La parella es va casar a Atlanta, Geòrgia, el 29 de setembre de 2018. Els assistents van incloure diverses drag queens de RuPaul's Drag Race i altres artistes del món del drag.

## Senzills
| Títol                                     | Any  | Àlbum               |
| ----------------------------------------- | ---- | ------------------- |
| "The Chop" (amb Manila Luzon)             | 2012 | Senzill sense àlbum |
| "Weight (amb Epiphany Mattel)"            | 2014 | Senzill sense àlbum |
| "Excuse the Beauty" (amb Epiphany Mattel) | 2018 | Senzill sense àlbum |